# Sumisudžima
Sumisudžima (také Sumisu tó, anglicky: Smith Rock) je o samotě ležící skalní útes v Pacifiku mezi ostrovy Aogašima a Torišima. Ostrov je vlastně nad hladinou ležící vrchol jižní stěny velké podmořské kaldery (průměr cca 9 km, výška stěn kaldery 600–700 m), tvořené převážně čedičovými, ryolitovými a andezitovými horninami. V okolí útesu bylo v minulosti zaznamenáno několik podmořských erupcí, poslední v roce 1916.